# Kahn Fotuali'i

a Compétitions nationales et continentales officielles uniquement.

b Matchs officiels uniquement.
Dernière mise à jour le 10 mai 2020.
Kahn Fa'asego Fotuali'i, né le 22 mai 1982 à Auckland, est un joueur samoan évoluant au poste de demi de mêlée ou de demi d'ouverture au sein de l'effectif du Montpellier HR et avec l'équipe des Samoa de rugby à XV.

## Carrière
Kahn Fotuali'i commence sa carrière en disputant l’Air New Zealand Cup avec l’équipe de Nelson Bays. Il dispute son premier match en 2004 contre Counties Manukau. Puis en 2006, Nelson Bays fusionne avec Marlborough Rugby Union pour former Tasman. Il débute en Super 14 avec les Crusaders en 2008 et remporte la compétition. En 2010, il quitte la province de Tasman pour s’engager avec Hawke's Bay. Il est sélectionné avec l'équipe des Samoa pour disputer la tournée de novembre 2010 dans l’hémisphère Nord. Il joue les quatre matchs et marque deux essais.
En mai 2017, il est sélectionné dans le groupe des Barbarians par Vern Cotter pour affronter l'Angleterre, le 28 mai à Twickenham puis l'Ulster à Belfast le 1er juin. Titulaire lors du premier match, les Baa-Baas Britanniques s'inclinent finalement 28 à 14 face aux Anglais. Remplaçant en Irlande, les Baa-Baas parviennent à s'imposer 43 à 28.

## Palmarès
- Vainqueur du Super 14 en 2008
- Vainqueur du Championnat d'Angleterre en 2014
- Vainqueur du Challenge Européen en 2014

## Statistiques en équipe nationale
- 28 sélections
- 28 points (cinq essais, une pénalité)
- Sélection(s) par année: 4 en 2010, 5 en 2011, 5 en 2012, 2 en 2013, 6 en 2014 et 2015.